# Kunágota
Kunágota (în română Cunagota) este un sat în districtul Mezőkovácsháza, județul Békés, Ungaria, având o populație de 2.939 de locuitori (2011). 

## Demografie
Componența etnică a satului Kunágota
     Maghiari (95,35%)
     Romi (3,85%)
     Necunoscut (0,15%)
     Alții (0,64%)
Componența confesională a satului Kunágota
     Romano-catolici (50,6%)
     Fără religie (17,9%)
     Reformați (4,63%)
     Necunoscută (25,72%)
     Alte religii (3,2%)
Conform recensământului din 2011, satul Kunágota avea 2.939 de locuitori. Din punct de vedere etnic, majoritatea locuitorilor (95,35%) erau maghiari, cu o minoritate de romi (3,85%). Apartenența etnică nu este cunoscută în cazul a 0,15% din locuitori.  Din punct de vedere confesional, majoritatea locuitorilor (50,6%) erau romano-catolici, existând și minorități de persoane fără religie (17,9%) și reformați (4,63%). Pentru 25,72% din locuitori nu este cunoscută apartenența confesională.